# Hoffmann-La Roche

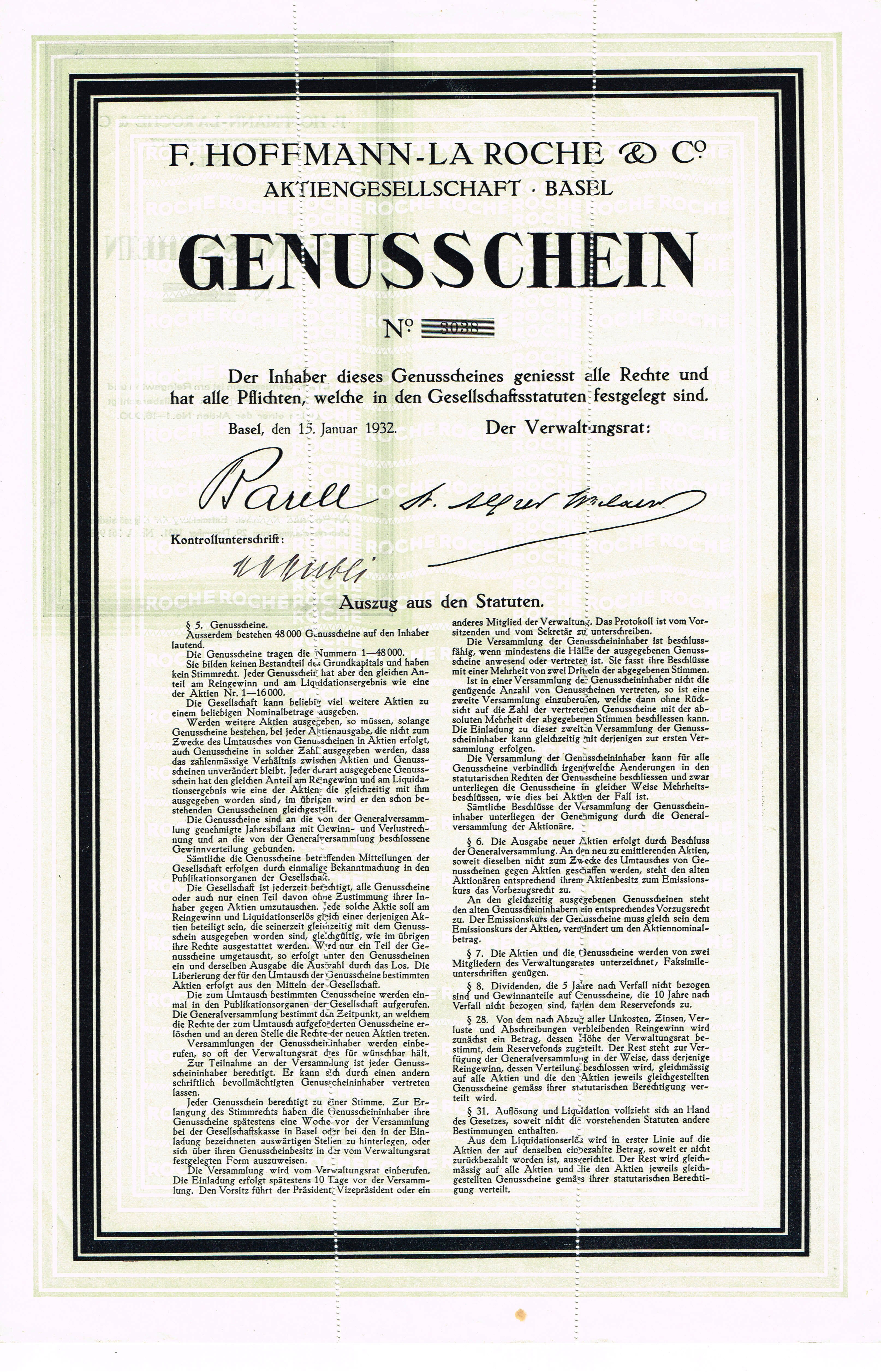
Certificato di partecipazione della F. Hoffmann-LaRoche & Co AG, 15 gennaio 1932

F. Hoffmann-La Roche SA è una multinazionale svizzera che opera a livello mondiale con due divisioni: farmaceutica e diagnostica. La sua holding, Roche Holding AG, detiene azioni quotate al SIX Swiss Exchange e la sede principale dell'azienda è a Basilea. Roche è la quinta più grande azienda farmaceutica per fatturato al mondo e il leader per il trattamento del cancro a livello globale.
Controlla interamente la società biotecnologica americana Genentech, è azionista di maggioranza con il 62% della società biotecnologica giapponese Chugai Pharmaceuticals; ha inoltre il controllo anche di Ventana Medical Systems, società leader nella diagnostica e con sede negli Stati Uniti. I discendenti delle famiglie fondatrici, Hoffmann e Oeri, possiedono poco più della metà delle azioni al portatore con diritto di voto (la famiglia Hoffmann più del 45%, Maja Oeri il 5%) mentre, fino al 2021, la società farmaceutica svizzera Novartis ne possiede un terzo. Roche è una delle poche aziende ad aumentare il proprio dividendo ogni anno rispetto a quello precedente: il 2017 è il 31º anno consecutivo. È membro della Federazione europea delle industrie e delle aziende farmaceutiche (EFPIA).

## Storia

### Gli inizi
Fondata il 1º ottobre 1896 da Fritz Hoffmann-La Roche, l'azienda è ben presto conosciuta per la produzione di vari preparati e derivati vitaminici. Nel 1934 è la prima azienda a produrre in serie vitamina C sintetica con il marchio Redoxon. Nel 1957 introduce la classe dei tranquillanti noti come benzodiazepine (con Valium e Rohypnol tra i più noti) dopo aver già prodotto l'anno precedente il suo primo antidepressivo, Iproniazid, ritirato dal mercato nei primi anni sessanta a causa di effetti collaterali tossici. Produce e vende diversi farmaci antitumorali diventando uno dei leader in questo campo.

### Disastro di Seveso
L'azienda è nota per la sua responsabilità nel disastro di Seveso a Seveso Il 10 luglio 1976 la fuoriuscita di diossina tossica dagli impianti di una filiale chimica di Roche, situata a Seveso, provoca una grande contaminazione della zona, conosciuta come disastro di Seveso. La responsabilità dell'azienda è schiacciante: durante i procedimenti penali la Roche è accusata di avere ignorato le pessime condizioni in cui l'impianto versava, di non avere portato i sistemi di sicurezza a condizioni accettabili e di non avere informato subito del disastro le autorità.

### Serie di acquisizioni
Nel 1982 la divisione statunitense della società acquisisce Biomedical Reference Laboratories per 163,5 milioni di dollari dando poi vita, fondendolo insieme ai suoi laboratori, a Roche Biomedical Laboratories Inc., con sede a Burlington, nella Carolina del Nord. All'inizio degli anni novanta Roche Biomedical diventerà una delle più grandi reti di laboratori clinici negli Stati Uniti con 20 laboratori principali e 600 milioni di dollari di vendite. Sarà poi venduta nel 1995.
Roche comincia a produrre anche vari test HIV e farmaci antiretrovirali, acquistando nel 1992 i brevetti per la tecnica della reazione a catena della polimerasi (PCR). tre anni più tardi è anche avviata l'era della terapia antiretrovirale altamente attiva (HAART). Nel 1994 Roche rileva Syntex e nel 1996 acquisisce i diritti sul farmaco Oseltamivir, considerato il principale farmaco antivirale utilizzato per combattere l'influenza aviaria. Roche è l'unica azienda farmaceutica autorizzata a fabbricare il farmaco, scoperta da Gilead Sciences. Solo nel 2005 riesce comunque a risolvere una controversia sui diritti d'autore, accettando di pagare le royalties Gilead del 14-22% delle vendite nette annuali senza adeguare i pagamenti per i costi di produzione, come era stato consentito nell'accordo originale di licenza. Il 20 ottobre 2005, Hoffmann-La Roche deciderà di autorizzare altre società a fabbricare Oseltamivir.

### Novartis, Ventana, Genentech
Nel maggio 2001 la società farmaceutica svizzera Novartis acquisisce per 3,1 miliardi di euro da Bz Holding Group il 20% delle azioni al portatore di Hoffmann-La Roche. Un paio d'anni più tardi la quota salirà al 33%. Ma, dichiareranno gli azionisti di maggioranza di Roche, "niente fusione".
Nel 2002 Roche entra in una società giapponese di biotecnologie, la Chugai Pharmaceuticals, con sede a Tokyo e annoverata tra i pionieri nella immunologia con la scoperta di importanti composti farmaceutici, diventandone nel giugno 2014 azionista di maggioranza con il 62%. Nel 2005 rileva la società svizzera GlycArt Biotechnology per acquisire tecnologia agli anticorpi afucosilati; uno dei suoi prodotti in via di sviluppo è obinutuzumab che ha ottenuto l'approvazione della FDA nel novembre 2013 per il trattamento della leucemia linfatica cronica. Il 22 gennaio 2008 Roche acquisisce Ventana Medical Systems per 3,4 miliardi di dollari in contanti (89,5 dollari per azione) dopo aver inutilmente cercato di "scalarla" l'anno precedente, il 2 gennaio 2009 rileva Memory Pharmaceuticals Corp e il 26 marzo, dopo otto mesi di negoziati, ottiene il controllo totale di Genentech (in cui aveva già dal 1990 la quota di maggioranza) per $ 46,8 miliardi. In seguito a questa acquisizione Roche chiude le sue strutture di ricerca situate a Palo Alto e le trasferisce nel loro campus nel New Jersey (chiuso poi nel 2012); il quartier generale degli Stati Uniti di Roche è invece trasferito a South San Francisco.
L'accelerazione delle acquisizioni cresce in seguito alla focalizzazione del gruppo su due direttrici, farmaceutica e diagnostica. Nell'aprile 2009 Roche rileva Medingo Ltd. per $ 160 milioni, nell'agosto 2010 BioImagene Inc., per $ 100 milioni, nel 2011 la società riceve il premio Facility of the Year dell'anno per l'innovazione di processo per il progetto di fornitura clinica "MyDose". Ancora acquisizioni: in marzo PVT Probenverteiltechnik GmbH per un importo di 85 milioni di euro, in luglio Mtm Laboratories AG per 190 milioni di euro, in ottobre Anadys Pharmaceuticals, Inc. per 230 milioni di dollari.
Nel luglio 2013 Roche Diagnostics compra la società di analisi del sangue Constitution Medical Inc. per 220 milioni di dollari. Nell'aprile 2014 Roche acquisisce IQuum per 450 milioni di dollari e i diritti su un farmaco sperimentale (ORY-1001) della società spagnola, Oryzon Genomics, per 21 milioni di dollari. In giugno è la volta di Genia Technologies Inc. (350 milioni di dollari), nell'agosto 2014 della società farmaceutica californiana InterMune per 8,3 miliardi di dollari (a 74 dollari per azione, che rappresenta un premio del 38% rispetto al prezzo finale di chiusura delle azioni), nel dicembre 2014 della società di elaborazione di sequenze di prossima generazione Bina Technologies.

### Multa dell'Antitrust
Nel marzo 2014 l'Antitrust italiana ha affibbiato una multa di 180 milioni di euro a Roche e Novartis: le due aziende farmaceutiche si sono divise i proventi miliardari della vendita di due medicinali (Avastin e Lucentis) dall'identica efficienza terapeutica ma dai prezzi molto diversi: 80 euro contro 900 euro a dose. Danneggiando quindi i pazienti, il servizio sanitario nazionale e le assicurazioni private.
Il 16 gennaio 2015 la società annuncia l'acquisizione di Trophos per 470 milioni di euro in modo da aumentare la presenza dell'azienda nella malattia neuromuscolare. L'accordo si concentrerà sulla fase II e III dell'oltrofia muscolare spinale, l'olesoxima (TRO19622). In agosto rileva GeneWEAVE (425 milioni di dollari) per rafforzare la sua attività di diagnostica microbica. Pochi giorni più tardi rileva Kapa Biosystems, nell'ottobre 2015 acquisisce Adheron Therapeutics per 105 milioni di dollari.
Nel febbraio 2018 rileva per 1,9 miliardi di dollari Flatiron Health, una startup nata all'ombra di Google e specializzata nell'analisi dei dati. A fianco dei tecnici del computer lavorano centinaia di medici qualificati. Osserverà Christopher Franz, dal 2014 presidente del gruppo: "I Big Data sono assolutamente fondamentali nell'oncologia per personalizzare sempre di più le terapie". Nel giugno 2018 acquisisce per 4,2 miliardi di dollari (137 dollari per azione) le azioni in circolazione di Foundation Medicine, società americana quotata alla Borsa di New York e con sede a Cambridge, Massachusetts, specializzata nella sviluppo e nella commercializzazione di diagnostiche genomiche per tumori.

## Dati economici
La società è presente commercialmente in 150 Paesi. Il volume d'affari è stato nel 2021 di 62,8 miliardi di franchi svizzeri con un utile netto di 14,94 miliardi. I ricavi sono aumentati del 9% rispetto all'anno precedente mentre l'utile netto è aumentato del 2%.
La sede per l'Italia si trova a Monza.

## Prodotti
Hoffmann-La Roche è forte nel settore farmaceutico per il trattamento del cancro, contro le malattie virali e per il trattamento delle malattie metaboliche. Con 13.34 miliardi di spesa in R&D nel 2021 è la seconda azienda pharma a spendere di più al mondo.